# Адедеджи-Стернберг, Ноа
Ноа́ Адеде́джи-Сте́рнберг (нидерл. Noah Adedeji-Sternberg; 19 июня 2005, Бельгия) — бельгийский футболист, полузащитник клуба «Генк».

## Клубная карьера
Ноа Адедеджи-Стернберг родился в Бельгии в международной семье. Его отец нигериец, мама уроженка Германии. Заниматься футболом Ноа начинал в клубной академии местного «Антверпена». Позже он переехал в Германию, где долго играл за молодежную команду мёнхенгладбахской «Боруссии».
В 2023 году Адедеджи-Стернберг вернулся в Бельгию, где присоединился к клубу «Генк», с которым подписал контракт до 2027 года. Играть футболист начинал в дублирующем составе «Генка» в Челленджере про-лиге. 17 февраля 2024 года в матче Лига Жупиле против РВДМ47 Адедеджи-Стернберг дебютировал в первой команде «Генка».
Свой первый гол на профессиональном уровне Ноа уходил 7 сентября 2024 года в ворота «Андерлехта».

## Карьера в сборной
Адедеджи-Стернберг имеет право играть за сборные команды Германии, Нигерии и Бельгии. С 2022 года вингер выступает за юношеские сборные Бельгии.